# Augé
Augé é uma comuna francesa na região administrativa da Nova Aquitânia, no departamento de Deux-Sèvres. Estende-se por uma área de 23,33 km². Em 2010 a comuna tinha 920 habitantes (densidade: 39,4 hab./km²).